# Manuel Cervantes
Pour les articles homonymes, voir Cervantes (homonymie).
Manuel Cervantes García appelé plus simplement Cervantes (né le 6 avril 1957 à Irun dans le Pays basque) est un joueur de football espagnol.

## Biographie
Cervantes fut formé dans les clubs de catégorie de la Real Sociedad, avant de passer en équipe première.
Après 3 ans au club, il s'en ira rejoindre le Real Murcia durant la saison 1982/83.
Il recevra le Prix Don Balón du meilleur joueur espagnol de l'année en 1984.
En 1985, il partira rejoindre le Betis Séville avant de finir sa carrière en Segunda B avec l'UD Salamanca.